# Renner Reis
Renner Reis, nome artístico de Ivair dos Reis Gonçalves (Brasília , 19 de novembro de 1971) é um cantor, instrumentista e político brasileiro, que forma com o cantor Rick a dupla sertaneja Rick & Renner.

## Biografia
Renner nasceu em Patos de Minas, Minas Gerais, filho de Eva dos Reis Gonçalves, começou a cantar rock aos 14 anos. Aos 16, tornou-se pai, formando família, onde começou a sustentar com aquilo que a música lhe rendia.

## Carreira

### 1986-presente: Rick & Renner
Em 1986, com Geraldo Antônio de Carvalho (Rick) começou a formar a dupla Rick & Renner. Eles iniciaram cantando em bares e chegaram a gravar um LP independente. Foram 8 anos fazendo shows até a gravação do primeiro CD independente em 1991 (onde ele fazia primeira voz). Mas o primeiro CD oficial foi lançado em 1992. Em um de seus shows, são assistidos por Zezé di Camargo e Luciano e estes os levam a uma gravadora, conheceram o produtor Manuel Nenzinho Pinto e gravaram o primeiro disco pela Continental East West, gravadora que hoje pertence a multinacional Warner Music Brasil, onde trabalharam até Dezembro de 2010. A gravadora foi a mesma desde o primeiro CD. Foram mais de 20 anos de parceria. Muitos anos na estrada, uma carreira com 16 CDs e 2 DVDs, mais de 10 milhões de discos vendidos, até que a dupla anunciou oficialmente o fim da parceria no dia 14 de dezembro de 2010. Foi considerado pelo Maestro Eduardo Lages como a melhor e mais afinada segunda voz da música sertaneja.

### Pausas na dupla e carreira solo
Logo após anunciar o fim da parceria com Rick Sollo em 2010, Renner Reis também decidiu seguir carreira solo. Apesar dos boatos que o cantor seguiria carreira na música gospel, Renner continuou no gênero que o consagrou, o sertanejo. Renner incorporou seu sobrenome de batismo ao seu nome artístico ficando assim Renner Reis. "Teu Sol" foi a primeira música de trabalho do disco solo do cantor, ficando entre as 100 mais executadas nas rádios de todo o Brasil. No dia 28 de Abril de 2011 aconteceu o lançamento nacional do seu primeiro disco solo, que tem as músicas "Teu Sol", "Vacilou" e "Querendo Namorar" como carro chefe. Rick & Renner retomam a formação em 24 de setembro de 2012, com a mesma essência de outrora, para a alegria dos fãs.
No dia 7 de novembro de 2016, no programa Superpop com Luciana Gimenez, Renner anuncia sua nova dupla com Ricardo, sobrinho do seu ex parceiro Rick, onde lançaram a primeira música, "Pra você ficar".

### Carreira política
Em 2010, Renner disputou o cargo de senador por Goiás pelo Partido Progressista (PP), cargo para o qual foi convidado a concorrer pelo ex-governador do estado, Alcides Rodrigues (PP). Ele fazia parte da Coligação Goiás no Rumo Certo, liderada pelo então candidato a governador Vanderlan Cardoso (PR). Faltando algumas semanas para as eleições, Renner desistiu da candidatura por motivos pessoais. Mesmo tendo desistido, Renner recebeu 76.410 votos.

## Vida pessoal
Foi pai aos 16 anos, quando nasceu sua primeira filha, Amanda Rodrigues, desse relacionamento nasceu também  Abila. O cantor foi casado com Fernanda Santana com quem teve 2 filhos, Ítalo Santana e Igor Santana. Renner já namorou por dois anos a modelo e apresentadora Amanda Françozo. Se relacionou com Flávia, com quem teve um filho, Enzo. Foi casado com Sara, de quem se separou em 2018. Casou-se em 2020 e teve um filho chamado Victor. Com Tere Oberger teve um filho chamado Davi. O cantor é avô de Bernardo filho de Amanda.

### Acidentes de trânsito
Em 20 de agosto de 2001, na rodovia estadual Luís de Queirós (SP-304), que liga Americana a Piracicaba, na altura do km 144, Renner estava a caminho de Piracicaba para fazer divulgação do trabalho da dupla em rádios do interior e iria se encontrar com Rick Sollo, que já estava na cidade. Segundo a Polícia Rodoviária Federal, o carro dirigido pelo cantor, uma BMW 328i, fez uma ultrapassagem atravessando o canteiro central da pista e bateu numa moto que vinha no sentido oposto. Os dois ocupantes da moto, Eveline Soares Rossi, de 31 anos, e Luís Antonio Nunes Acetto, de 35, morreram na hora. Renner e seu secretário foram internados no Hospital Municipal de Santa Bárbara d'Oeste. O cantor quebrou alguns dentes e sofreu pequenas fraturas.
Renner Reis foi considerado culpado pelo acidente, sendo assim condenado por homicídio culposo (não intencional), mas a pena de 2 anos e 8 meses de prisão foi convertida em 2.000 salários mínimos (R$ 1.874.000,00 pelo valor de hoje) à família das vítimas e prestação de serviços comunitários. A decisão disponibilizada no site do STJ - Superior Tribunal da Justiça, na sexta-feira (30 de abril de 2010), põe fim ao embate judicial travado desde 2002 entre a família de Luis Antonio Nunes Acetto e o cantor Renner Reis. A decisão confirma a sentença de primeira instância que condenou o cantor a pagamento de indenização de danos materiais e morais em patamares muito relevantes. Renner foi condenado a pagar 2 mil salários mínimos acrescidos de 1% de juros ao mês. O desfecho do processo, além de ser uma resposta à família da vítima, juridicamente é uma inovação do Judiciário quanto ao patamar de fixação de indenização por morte violenta por imprudência no trânsito. Levando em consideração a violência do acidente, a exposição pública do luto e sofrimento da família e, ainda, a conduta do cantor após o acidente, a indenização foi fixada em valor quatro vezes maior do que o teto estabelecido pela jurisprudência até então vigente nos Tribunais. Após a perícia, ficou constatado que, no momento do impacto, o carro que era conduzido pelo cantor estava numa velocidade de quase 160 km/h. Embora já tenha sido intimado para o pagamento, o cantor ainda não se manifestou sobre a possibilidade de cumprir espontaneamente a decisão.
Na manhã de 26 de dezembro de 2014, Renner foi detido após um novo acidente, quando bateu em um carro na Zona Sul de São Paulo. Não houve feridos. De acordo com um dos policiais da 27° DP, no Campo Belo em São Paulo, o músico pagou R$ 10 mil de fiança para ser liberado.
O acidente ocorreu na Rua Pedro Bueno, Jardim Aeroporto, Zona Sul de São Paulo, por volta das 8h30 e Renner foi levado para delegacia porque havia suspeita de embriaguez. A BMW X5 do sertanejo bateu na traseira de um carro, um Fiat Uno, que ficou prensado contra um poste. O músico tentou fugir.
Durante a prisão, Renner negou que tenha tentado fugir. "O carro caiu em buraco de São Paulo, não bati em ninguém. Não fugi nada, inclusive, acho que a gente tem que assumir tudo o que a gente faz", disse ele com sinais de embriaguez em entrevista ao "Balanço Geral", da Record. Ainda de acordo com o jornal, o sertanejo teria dito que só bebeu vodca em uma festa no Guarujá, litoral de São Paulo.
O músico estava acompanhando de um rapaz que ele encontrou na rua. O homem seria usuário de drogas e morador de rua.
Após o acidente, o companheiro de dupla, Rick, disse no Instagram que não conseguia mais continuar a dupla e anunciou o seu fim.

## Discografia
Carreira solo
- 2011 - Renner Reis - Teu Sol
- 2012 - Renner

Rick & Renner